# Greg Garza
Gregory Martin Garza, detto Greg (Grapevine, 16 agosto 1991), è un ex calciatore statunitense, di ruolo difensore.
Possiede il passaporto messicano.

## Carriera

### Club

#### Estoril Praia
Ha trascorso due anni nelle giovanili dello Sporting Lisbona, senza debuttare in prima squadra. Nel mese di agosto del 2010 passa all'Estoril Praia, dove rimane per una stagione, collezionando solamente 4 presenze nel club.

#### Club Tijuana
Il 21 dicembre 2011 si unisce ai messicani del Club Tijuana. Ha fatto il suo debutto in una partita di campionato contro il Monarcas Morelia, sostituendo al 73º José Sand. Ha segnato il primo gol della sua carriera il 13 ottobre 2012 contro il Santos Laguna.

### Nazionale
Nel 2011 viene convocato nella nazionale statunitense under-20.

## Palmarès

### Club

#### Competizioni nazionali
- Campionato messicano: 1

Club Tijuana: Apertura 2013
- Campionato MLS: 1

Atlanta United: 2018